# Удонены
Удонены (нем. Udonen) или Штаденский дом — германская династия саксонского происхождения, известная с IX века, представители которой были графами Штаде, Катленбурга и маркграфами Северной марки.

## История
Первый достоверно известный представитель династии — граф Лотарь I фон Штаде, погибший при отражении набега датчан в 880 году.
В XI веке род разделился на две ветви. Старшая, родоначальником которой стал граф Лотарь Удо I фон Штаде, владела графством Катленбург. Она угасла в 1106 году после смерти графа Дитриха III фон Катленбург. Младшая ветвь, родоначальником которой стал граф Зигфрид II фон Штаде, младший брат Лотаря Удо I, сохранила за собой графство Штаде. Кроме того, Лотарь Удо II фон Штаде, сын Зигфрида II, в 1056 году получил под управление Северную марку. Эта ветвь угасла в середине XII века.

## Генеалогия
Лотарь I (ум. 2 февраля 880), граф Штаде; жена: Энда Саксонская (ум. ок. 874), дочь Людольфа, герцога Саксонии
- Лотарь II (ум. 5 сентября 929), граф Штаде; жена: Сванхильда (ум. 13 декабря 9??)
  - Генрих I Лысый (ум. 11 мая 976), граф Штаде, граф в Хейлангау; 1-я жена: с ок. 946 Юдит (ум. 16 октября ок. 973), дочь Гебхарда, графа Уфгау; 2-я жена: Хильдегарда (ум. 11 июня 9??), дочь Элли I, графа Райнхаузена
    - (от 1-го брака) Генрих II Добрый (ок. 946 — 2 октября 1016), граф Штаде; жена: с ок. 970 Мехтильда (ум. 11 октября)
      - Зигфрид III (ок. 970 — 26 октября 994)
      - сын

    - (от 1-го брака) Лотарь Удо I (ок. 950 — 23 июня 994), граф Штаде; жена: N, дочь Сигберта, графа в Лиесгау
      - Генрих (III) (ум. после 1002), граф в Лиесгау в 997, канонник в Хильдесхаймском кафедральном соборе после 1002
      - Удо (до 986 — после 1040), граф в Лиесгау в 1013—1033, граф в Риттегау в 1020; жена: Бертрада
        - Дитрих I (ум. 10 сентября 1056), граф Катленбурга в 1039; жена: Берта Голландская, дочь Дирка III, графа Голландии, и Отелинды фон Хальденслебен
          - Дитрих II фон Катленбург (ум. 1085), граф Катленбурга с 1056; жена: Гертруда Брауншвейгская (ок. 1065 — 9 декабря 1117), дочь Экберта I, маркграфа Мейсена, и Ирмгарды Туринской
            - Дитрих III фон Катленбург (ум. 12 августа 1106), граф Катленбурга с 1085; жена: Адель фон Бейхлинген (ум. 1123), дочь Куно Нортгеймского, графа Бейхлингена, и Кунигунды фон Орламюнде

          - Отильда фон Катленбург; муж: Конрад фон Веттин (ум. 17 января или 14 февраля после 1040), граф Камбурга

    - (от 1-го брака) Герберга (ок. 950 — ок. 1000); муж: с ок. 975 Дитрих I фон Кверфурт (ум. после 1023)
    - (от 1-го брака) Кунигунда (ок. 956 — 13 июля 997); муж: с 972 Зигфрид I Старший (ум. 15/16 марта 991), граф Вальбека
    - (от 1-го брака) Гедвига (ок. 960/961 — 18 июля), аббатиса в Хееслингене в 973
    - (от 1-го брака) Эмнильда
    - (от 1-го брака) Зигфрид II (ок. 965 — 6 января/1 мая 1037), граф Штаде; жена: ранее 23 июня 994 Адела фон Альслебен (ум. 1 мая 10??), дочь Геро, графа Альслебена
      - Лотарь Удо II (после 23 июня 994 — 7 ноября 1057), граф Штаде, маркграф Северной марки (Лотарь Удо I) с 1056; жена: Адельгейда Рейнфельденская (ум. 7 декабря после 1057), возможно сестра Куно, графа Рейнфельдена
        - Лотарь Удо III (ок. 1020/1030 — 4 мая 1082), граф Штаде и маркграф Северной марки (Лотарь Удо II) с 1057; жена: с ок. 1065 Ода фон Верль (ок. 1050 — 13 января 1110), дочь Германа III, графа фон Верль, и Рихенцы
          - Генрих III Длинный (ок. 1065 — 27 июня 1087), граф Штаде и маркграф Северной марки (Генрих I) с 1082; жена: Евпраксия Всеволодовна (1069/1071 — 9 июля 1109), дочь великого князя Киевского Всеволода Ярославича
          - Лотарь Удо IV (ок. 1070 — 2 июня 1106), граф Штаде и маркграф Северной марки (Лотарь Удо III) с 1087; жена: с ок. 1095/1100 Ирмгарда фон Плёцкау (ок. 1085/1087 — 26 ноября 1153/1 сентября до 1161/26 ноября 1163), дочь Дитриха, графа Плёцкау, и Матильды фон Вальбек
            - Генрих IV (ок. 1102 — 4 декабря 1128), граф Штаде и маркграф Северной марки (Генрих II) с 1114; жена: Адельгейда фон Балленштедт, дочь Оттона Богатого, графа Балленштедта, и Адельгейды Веймарской
            - дочь
            - Ирмгарда; муж: Поппо IV (ум. 1 сентября 1156), граф Хеннеберга и бургграф Вюрцбурга
            - Адельгейда (ок. 1098/1106 — ?); муж: Генрих II Младший (ок. 1103/1104 — сентябрь/октябрь 1123), граф Айленбурга, маркграф Лужицкой и Мейсенской марок с 1103/1104

          - Рудольф I (ум. 7 декабря 1124), граф Штаде и маркграф Северной марки в 1106—1114; жена: Рихгарда фон Спонхейм (ум. 1151), дочь Германа фон Спонхейм, бургграфа и фогта Магдебурга
            - Рудольф (ум. в младенчестве)
            - Удо V (ум. 15 февраля 1130), граф Штаде, маркграф Северной марки с 1128; жена: с 1124 (после 7 декабря) Мехтильда фон Винценбург (ум. 23 мая ок. 1155), дочь Германа I, графа Винценбурга
            - Рудольф II (ум. 15 марта 1144), граф Штаде и маркграф Северной марки с 1130; жена: Елизавета Штирийская (ок. 1124 — 25 декабря после 1138), дочь Леопольда I, маркграфа Штирии, и Софии Баварской
            - Гартвиг (ум. 2/11 октября 1168), граф Штаде с 1144, архиепископ Бремена с 1148
            - Рихардис (ум. 29 октября около 1154), аббатиса в Бассуме
            - Лиутгарда (ум. 29 января 1152); 1-й муж: (развод до 1144) Фридрих II фон Зоммершенбург (ум. 19 мая 1162), пфальцграф Саксонии; 2-й муж: с 1144 (развод) Эрик III Добрый (ум. 27 августа 1146), король Дании; 3-й муж: с 1148 Герман II фон Винценбург (ок. 1110 — 29/30 января 1152), граф фон Винценбург 1122—1130, 1144—1152, ландграф Тюрингии 1122—1130, маркграф Мейсена 1124—1130, пфальцграф Саксонии 1129—1130

          - Зигфрид (ум. 17 июня ок. 1110), ректор в Магдебурге
          - Адельгейда (ум. 8 октября/14 ноября 1110); 1-й муж: Фридрих II фон Госек (ум. 5 февраля 1085); 2-й муж: с 1087 Людвиг Скакун (ок. 1042—1123), граф в Тюрингии с 1080
          - дочь, аббатиса в Альслебене ок. 1110

      - Ирмгарда, аббатиса в Альслебене
      - Берта, аббатиса в Альслебене

    - (от 2-го брака) Хильдегарда (ок. 974/977 — 3 октября 1011); муж: с ок. 990 Бернхард I (ум. 9 февраля 1011), герцог Саксонии

  - Зигфрид I (ум. после 973), граф Штаде в 954—973
  - Гербурга
  - Титмар (ум. 12 марта 1001), аббат Корвея с 983